# 草津町立草津中学校
草津町立草津中学校（くさつちょうりつ くさつちゅうがっこう）は、群馬県吾妻郡草津町にある町立中学校。

## 概要
草津温泉で有名な草津町の市街地西部・国道292号沿いにあり、学校から直線距離で北東に約500mの場所に温泉街がある。敷地の南には草津町総合体育館や草津町立草津小学校が存在する。
2017年度より給食費が無料となっている（草津町立草津小学校も同様）。

## 沿革
- 1947年 - 草津町立草津中学校開設[2]
- 1960年 - 体育館新築落成[2]
- 1979年3月26日 - 新校舎落成（温水暖房）[2]
- 2010年 - 校舎の耐震工事完了[2]
- 2015年 - 技術室耐震補強及び大規模改修工事・体育館改修工事完了[2]

## 教育目標
- 心豊かで、高い知性を持つ、健康な生徒の育成[3]。

## 部活動
- 野球部
- 女子バレーボール部
- 男子バスケットボール部
- 女子バスケットボール部
- 卓球部
- 剣道部

- スキー部（アルペン部、クロカン部、ジャンプ部）
  - 草津中学校スキー部は、全国的にも強豪で、毎年全国中学校体育大会（全国中学校スキー大会）への出場者が多い。
  - 冬季オリンピックで知られる荻原健司、荻原次晴両選手もこの学校のクロスカントリー部出身である。
- 吹奏楽部[4]

## 年間行事予定
1学期
- 4月
  - 入学式
  - 始業式
  - 1年生学力テスト
  - 1年生部活動体験入部

- 5月
  - 運動部吾妻郡春季大会
  - 運動部群馬県春季大会
  - 2年生高原学校

- 6月
  - 修学旅行
  - 1年生自然保護活動
  - 校内マラソン大会、校内球技大会

- 7月
  - 運動部吾妻郡夏季大会
  - 運動部群馬県夏季大会
  - 学期末テスト
  - 終業式

夏休み
- 8月
  - 3年生補習授業
  - 吹奏楽コンクール

2学期
- 9月
  - 始業式
  - 校内体育祭

- 10月
  - 運動部吾妻郡新人戦
  - 運動部群馬県新人戦
  - 校内文化祭（草華祭）、校内合唱コンクール
  - 2年生職場体験学習

- 11月
  - 3年生3者面談

- 12月
  - 学期末テスト
  - 終業式

3学期
- 1月
  - 始業式、校内書初め大会
  - スキー部群馬県大会

- 2月
  - スキー部全国大会
  - 3年生公立高等学校選抜入学試験
  - 3年生学期末テスト

- 3月
  - 予餞会
  - 1・2年生学期末テスト
  - 卒業式
  - 修了式[5]

## 通学区域
- 草津町全域

## 進学前小学校
- 草津町立草津小学校

## 校区内の主な施設
- 草津町役場
- 草津町公民館
- 温泉図書館
- ベルツ記念館
- 総合保健福祉センター
- 草津町立草津小学校
- 草津町総合体育館
- 草津町町民屋内プール
- 長野原警察署草津町交番
- 草津郵便局

## 交通
- JR東日本吾妻線 羽根尾駅、群馬大津駅から北に約17分（12キロメートル）

## 著名な出身者
- 荻原健司 - スキーノルディック複合競技冬季オリンピック金メダリスト。元国会議員。長野県長野市長
- 荻原次晴 - スキーノルディック競技冬季長野オリンピック日本代表。スポーツコメンテーター、タレント。
- 中村俊介 - 俳優。
- 川上弘明 - モデル
- 山本一太 - 政治家。元国会議員。群馬県知事
- 黒岩信忠 - 政治家。草津町長。